# Môle Saint-Nicolas
Môle Saint-Nicolas (em crioulo, Mòlsennikola), é uma comuna do Haiti, situada no departamento do Noroeste e no arrondissement de Môle Saint-Nicolas .			
De acordo com o censo de 2003, sua população total é de 21.856 habitantes.